# Juan López Mella
Juan Manuel López Mella (Lugo, 12 aprile 1965 – Albacete, 10 maggio 1995) è stato un pilota motociclistico spagnolo.

## Carriera

### Gli inizi
Intraprende la propria carriera motociclistica praticando motocross nella sua città natale, Lugo, in Galizia. Intorno all'età di 18 anni passa alle corse su asfalto, debuttando a livello nazionale nel 1985 con una OSSA F3 250 in competizioni come il Criterium Solo Moto, nel quale ottiene il secondo posto, e la Motociclismo Series. Nel 1986 si piazza secondo nella Copa Yamaha RD 350.

### Motomondiale
Nel 1987 esordisce nella classe 250 del motomondiale, correndo due prove con una Yamaha senza ottenere punti; nel 1988 fa registrare altre quattro apparizioni a bordo di una Honda (in due occasioni con il team di Ángel Nieto al posto dell'infortunato Carlos Cardús), senza raggiungere piazzamenti validi per le graduatorie iridate. Contemporaneamente partecipa a diverse competizioni in ambito nazionale, giungendo secondo nel Criterium classe 250 cm³ due cilindri nel 1987 e nel campionato spagnolo velocità 250 nel 1988; nel 1988 entra anche nelle classifiche del campionato europeo 250 con un nono posto a Jerez. Nel 1989 passa alla classe 500, disputando dieci Gran Premi e ottenendo i primi punti. Parallelamente partecipa all'europeo 500, ottenendo un podio a Jarama.

### Mondiale Superbike
Nel 1990 passa al campionato mondiale Superbike, guidando una Honda RC30 in sei eventi della stagione e finendo in zona punti in tre occasioni. Nel 1991 partecipa alla maggior parte delle prove in programma, ottenendo i propri migliori risultati nella categoria sul circuito di Jarama: finisce infatti Gara 1 al terzo posto, diventando il primo pilota spagnolo a salire sul podio nel mondiale Superbike, e chiude la seconda manche in quarta piazza. 

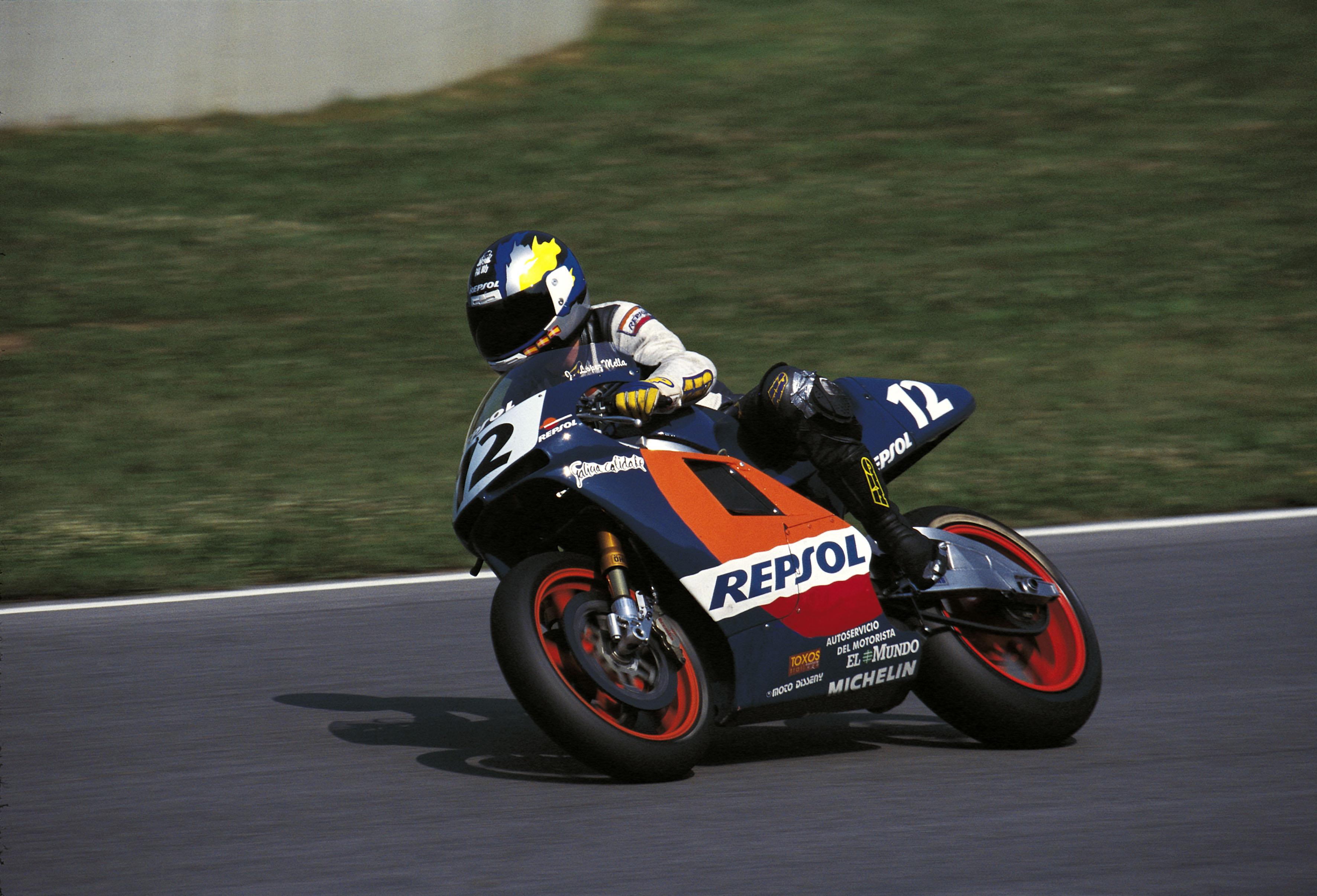
López Mella, alla guida della ROC Yamaha, in occasione del Gran Premio d'Italia nel 1994.

Nel 1992 partecipa, sempre con la stessa motocicletta, al weekend inaugurale di Albacete ottenendo due piazzamenti a punti, allo stesso tempo validi anche per il campionato europeo di categoria. Negli stessi anni partecipa anche al campionato nazionale superbike, competizione della quale è vincitore nel 1991 e nel 1992.

### Ritorno al Motomondiale
Sempre nel 1992 ritorna alla classe regina del motomondiale, disputando alcuni Gran Premi con una ROC Yamaha, senza ottenere punti iridati. Nel 1993 con la stessa moto disputa l'intera stagione, ottenendo come miglior risultato in gara il settimo posto a Barcellona e Donington e piazzandosi al 12º posto in graduatoria, risultando il migliore tra i piloti privati. La partecipazione al mondiale 500 prosegue anche nell'intera stagione 1994, durante la quale finisce in varie occasioni in zona punti; per l'ultima gara dell'anno, il GP d'Europa, viene chiamato dal team ufficiale Lucky Strike Suzuki a guidare una delle Suzuki RGV500 dell'infortunato Kevin Schwantz, ottenendo un altro piazzamento a punti.
Nel 1995 inizia la stagione del Thunderbike Trophy con un quarto posto nella prima gara a Jerez, ma nella tarda serata del 10 maggio, mentre stava percorrendo l'autostrada in direzione dell'autodromo di Calafat per alcune prove in vista di una gara dell'Open Ducados, ha un incidente stradale causato da aquaplaning. Trasportato da un'ambulanza ad Albacete, muore prima dell'arrivo in ospedale.
In sua memoria a Lugo è stato allestito un museo dove sono esposti diversi trofei e materiale di vario genere riguardante la carriera del pilota, insieme ad alcune sue motociclette; a lui è anche stato intitolato un parco destinato all'insegnamento dell'educazione stradale.

## Risultati in gara

### Motomondiale
| 1987 | Classe | Moto   |  |     |  |  |  |  |  |  |  |  |  |  |     |  |  | Punti | Pos. |
| ---- | ------ | ------ |  | --- |  |  |  |  |  |  |  |  |  |  | --- |  |  | ----- | ---- |
| 1987 | 250    | Yamaha |  | Rit |  |  |  |  |  |  |  |  |  |  | Rit |  |  | 0     |      |

| 1988 | Classe | Moto  |  |  |    |    |    |    |  |  |  |  |  |  |  |  |  | Punti | Pos. |
| ---- | ------ | ----- |  |  | -- | -- | -- | -- |  |  |  |  |  |  |  |  |  | ----- | ---- |
| 1988 | 250    | Honda |  |  | NQ | 25 | NQ | 22 |  |  |  |  |  |  |  |  |  | 0     |      |

| 1989 | Classe | Moto  |  |  |  |    |     |    |     |  |     |  |    |     |    |    |    | Punti | Pos. |
| ---- | ------ | ----- |  |  |  | -- | --- | -- | --- |  | --- |  | -- | --- | -- | -- | -- | ----- | ---- |
| 1989 | 500    | Honda |  |  |  | 14 | Rit | 19 | Rit |  | Rit |  | 18 | Rit | 15 | 16 | 15 | 4     | 40º  |

| 1992 | Classe | Moto       |  |  |  |    |    |    |    |    |  |  |  |    |    |  |  | Punti | Pos. |
| ---- | ------ | ---------- |  |  |  | -- | -- | -- | -- | -- |  |  |  | -- | -- |  |  | ----- | ---- |
| 1992 | 500    | ROC Yamaha |  |  |  | 19 | 18 | 15 | 12 | NP |  |  |  | NP | 13 |  |  | 0     |      |

| 1993 | Classe | Moto       |     |    |     |   |    |    |     |   |     |   |    |    |    |     |  | Punti | Pos. |
| ---- | ------ | ---------- | --- | -- | --- | - | -- | -- | --- | - | --- | - | -- | -- | -- | --- |  | ----- | ---- |
| 1993 | 500    | ROC Yamaha | Rit | 13 | Rit | 8 | 13 | 14 | Rit | 7 | Rit | 7 | 14 | 12 | 10 | Rit |  | 46    | 12º  |

| 1994 | Classe | Moto                |    |     |    |    |     |    |     |    |    |  |     |    |    |    |  | Punti | Pos. |
| ---- | ------ | ------------------- | -- | --- | -- | -- | --- | -- | --- | -- | -- |  | --- | -- | -- | -- |  | ----- | ---- |
| 1994 | 500    | ROC Yamaha e Suzuki | 13 | Rit | 15 | 13 | Rit | 12 | Rit | 10 | 10 |  | Rit | NP | NP | 13 |  | 26    | 16º  |

| 1995 | Classe             | Moto  |    |    |    |   |  |  |  |  |  |  |    |    |  |  |  | Punti | Pos. |
| ---- | ------------------ | ----- | -- | -- | -- | - |  |  |  |  |  |  | -- | -- |  |  |  | ----- | ---- |
| 1995 | Thunderbike Trophy | Honda | NE | NE | NE | 4 |  |  |  |  |  |  | NE | NE |  |  |  | 13    | 18º  |

| Legenda | 1º posto        | 2º posto            | 3º posto            | A punti      | Senza punti        | Grassetto – Pole position Corsivo – Giro più veloce |
| Legenda | Gara non valida | Non qual./Non part. | Ritirato/Non class. | Squalificato | '-' Dato non disp. | Grassetto – Pole position Corsivo – Giro più veloce |

### Campionato mondiale Superbike
| 1990 | Moto  |    |     |    |     |    |     |    |     |  |  |  |  |     |    |  |  |  |  |     |    |  |  |  |  |  |  | Punti | Pos. |
| ---- | ----- | -- | --- | -- | --- | -- | --- | -- | --- |  |  |  |  | --- | -- |  |  |  |  | --- | -- |  |  |  |  |  |  | ----- | ---- |
| 1990 | Honda | 12 | Rit | 19 | Rit | 12 | Rit | 11 | Rit |  |  |  |  | Rit | 16 |  |  |  |  | Rit | 23 |  |  |  |  |  |  | 13    | 39º  |

| 1991 | Moto  |    |    |   |   |        |        |    |    |    |     |     |    |     |     |    |    |    |    |    |    |    |    |    |    |  |  | Punti | Pos. |
| ---- | ----- | -- | -- | - | - | ------ | ------ | -- | -- | -- | --- | --- | -- | --- | --- | -- | -- | -- | -- | -- | -- | -- | -- | -- | -- |  |  | ----- | ---- |
| 1991 | Honda | 11 | 11 | 3 | 4 | [ 20 ] | [ 20 ] | 14 | NP | 17 | Rit | Rit | 11 | Rit | Rit | 17 | 18 | 14 | 10 | NQ | NQ | 16 | 18 | 13 | 15 |  |  | 57    | 16º  |

| 1992 | Moto  |    |    |  |  |  |  |  |  |  |  |  |  |  |  |  |  |  |  |  |  |  |  |  |  |  |  | Punti | Pos. |
| ---- | ----- | -- | -- |  |  |  |  |  |  |  |  |  |  |  |  |  |  |  |  |  |  |  |  |  |  |  |  | ----- | ---- |
| 1992 | Honda | 10 | 14 |  |  |  |  |  |  |  |  |  |  |  |  |  |  |  |  |  |  |  |  |  |  |  |  | 8     | 44º  |

| Legenda | 1º posto        | 2º posto            | 3º posto           | A punti      | Senza punti        | Grassetto – Pole position Corsivo – Giro più veloce |
| Legenda | Gara non valida | Non qual./Non part. | Ritirato/Non class | Squalificato | '-' Dato non disp. | Grassetto – Pole position Corsivo – Giro più veloce |